# Roccabascerana
Roccabascerana este o comună din provincia Avellino, regiunea Campania, Italia, cu o populație de 2.374 locuitori și o suprafață de 12,46 km².

## Demografie
Roccabascerana - evoluția demografică

|  | Graficele sunt indisponibile din cauza unor probleme tehnice. Mai multe informații se găsesc la Phabricator și la wiki-ul MediaWiki. |

Date: Recensăminte sau birourile de statistică - grafică realizată de Wikipedia